# Hemicrepidius sinuatus
Hemicrepidius sinuatus là một loài bọ cánh cứng trong họ Elateridae. Loài này được Lewis miêu tả khoa học năm 1894.